# Haptanthaceae
Classification APG II (2003)
Classification APG III (2009)
Famille
Haptanthaceae est une famille végétale introduite (temporairement) par le Angiosperm Phylogeny Website en attente d'analyses plus précises.
La famille des Haptanthaceae comprend un seul genre Haptanthus et une seule espèce Haptanthus hazlettii, d'arbres à feuilles persistantes, originaire d'Amérique centrale (Honduras), aux affinités mal connues car la plante n'a pu être retrouvée aisément dans son milieu naturel.

## Étymologie
Le nom vient du genre Haptanthus du grec απλ / apl, simple,  et -ανθος / -anthos, fleur, signifiant "qui n'a qu'une seule fleur". En effet les rameaux fertiles de la plante se terminent par une unique fleur « femelle » (carpellée) munie, de part et d'autre, de deux filets rigides portant les fleurs « mâles » (à étamines).

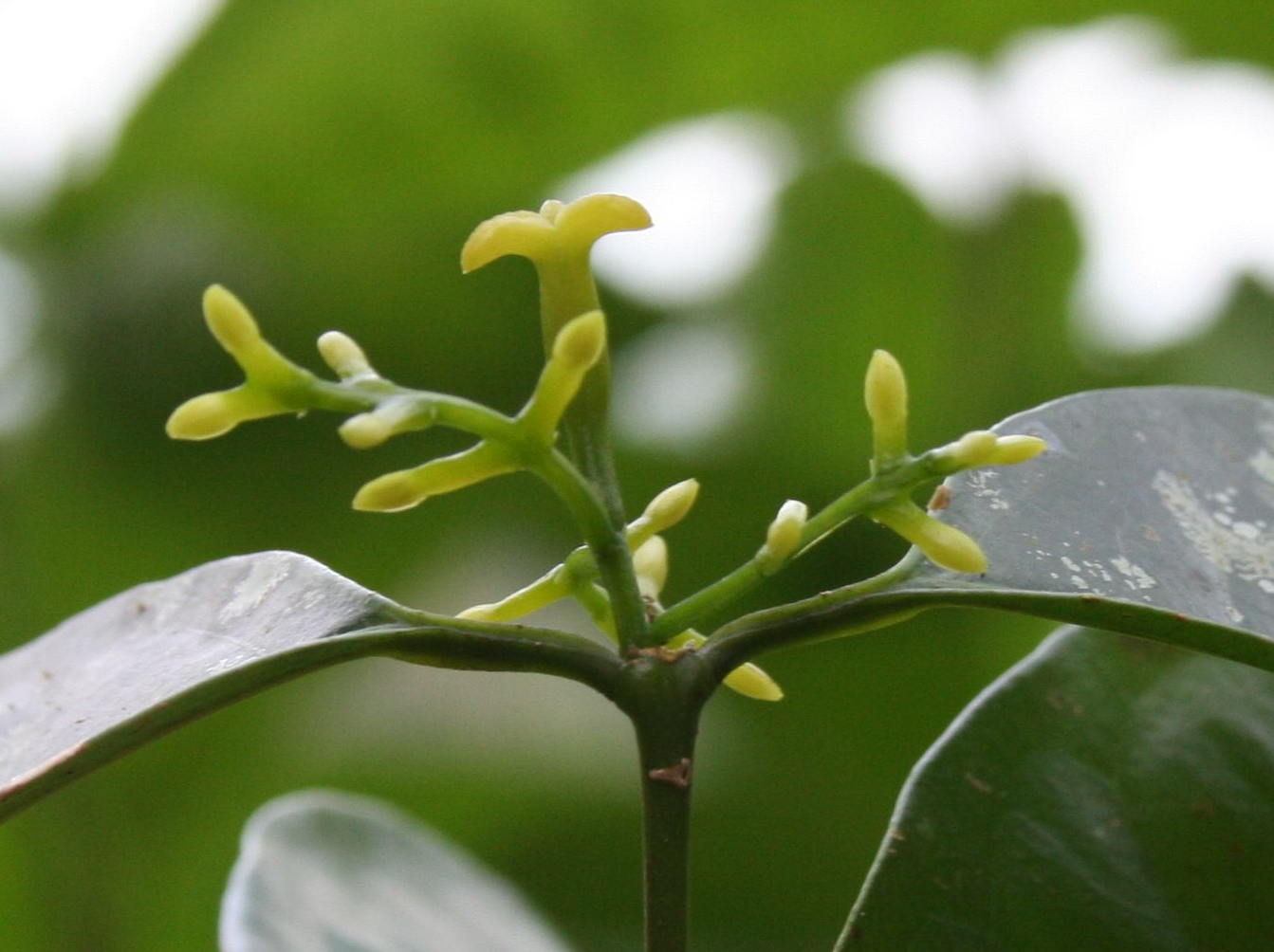
Extrémité fertile d'un Haptanthus

## Classification
Sa validité par la classification APG III dans l'ordre des Buxales a été remise en question en mars 2011. 
Dans la classification phylogénétique APG IV (2016), ce taxon est considéré comme un groupe frère du genre Buxus et il fut intégré à la famille des Buxaceae en 2014, la famille des Haptanthaceae étant en conséquence supprimée.

## Liste des genres et espèces
Selon Angiosperm Phylogeny Website (27 avr. 2010) :
- genre Haptanthus
  - Haptanthus hazlettii

Selon GRIN (27 avr. 2010) :
- genre Haptanthus Goldberg & C. Nelson